# Галин
Галѝн е българско мъжко име, вариант на женското Галина.
Има различни версии за неговия произход.
- Първата е, че произлиза от гръцката дума „тишина“ (galini), т.е. равнозначно на славянското име Тихомир.[1]
- Според втора версия, произлиза от глагола „галя“ („милвам“), заедно с други имена като Гален, Галена, Галина, Галя.[2]
- Трета версия твърди, че името е защитно и произлиза от старинната дума „гал“ („черен“, „мургав“).

Галин празнува на 10 март, когато Църквата почита паметта на мъченици Кодрат и Галина.